# Herkenbosch

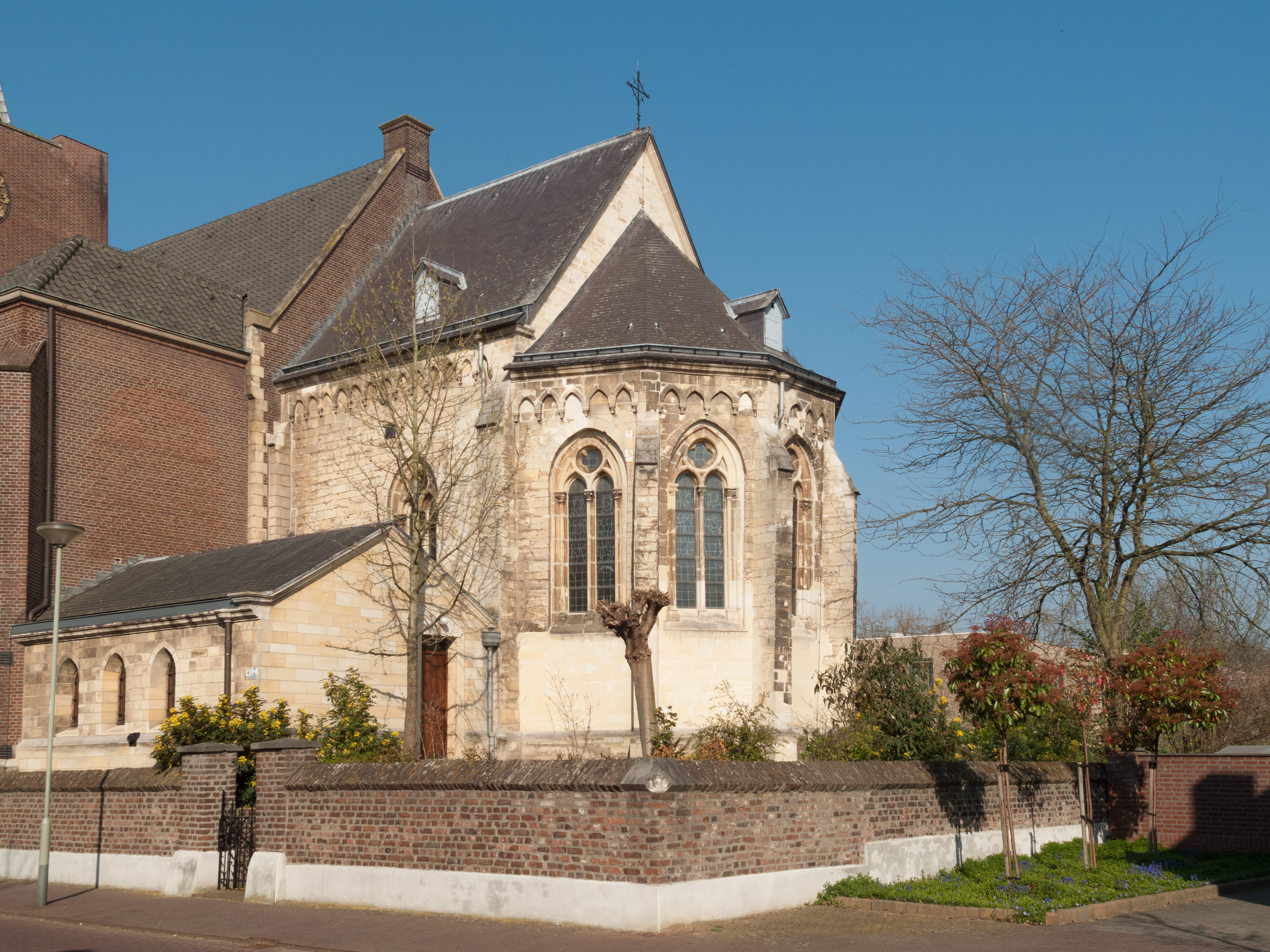
Herkenbosch, église: de Sint Sebastianuskerk

Herkenbosch est un village néerlandais situé dans la commune de Roerdalen, dans la province du Limbourg néerlandais. Le 1er janvier 2007, le village comptait 4 170 habitants.
Jusqu'en 2003, Herkenbosch faisait partie de la commune de Melick en Herkenbosch.